# Atherigona distincta
Atherigona distincta este o specie de muște din genul Atherigona, familia Muscidae, descrisă de Malloch în anul 1923. Conform Catalogue of Life specia Atherigona distincta nu are subspecii cunoscute.